# NGC 2013
NGC 2013 je otvoreni skup u zviježđu Kočijašu. 

## Vanjske poveznice
- SEDS: NGC 2013